# Mwape Mialo
Mwape Mialo (Congo Belga, 30 de diciembre de 1951) es un exfutbolista de República Democrática del Congo que jugaba en la posición de defensa.

## Carrera

### Club
Jugó toda su carrera con el Nyiki Lubumbashi de 1970 a 1984.

### Selección nacional
Jugó para Zaire en dos ocasiones de 1974 a 1976, participó en la Copa Mundial de Fútbol de 1974 y en la Copa Africana de Naciones 1976.